# نوشتن در ستاره‌ها
نوشتن در ستاره‌ها (به انگلیسی: Written in the Stars) آهنگی توسط رپر انگلیسی، تاینی تمپا به همراهی اریک ترنر است که در ۱۹ سپتامبر سال ۲۰۱۰ منتشر شد اما در نوامبر سال ۲۰۰۹ ضبط شده‌است. این آهنگ رتبهٔ اول در چارت‌های ایرلند، اسکاتلند، UK R&B و UK Single آورد و در بسیاری از چارت‌ها رتبهٔ یک رقمی گرفت. این آهنگ از طرف شرکت‌های پارلوفون و دیستوربین لندن رکوردز منتشر شد و اشراکه موگان، تاینی تمپا، اریک ترنر و چارلی برناردو این ترانه را نوشته‌اند. این آهنگ توسط آی اس اچ آی (iSHi) تهیه شده‌است و این ترانه سومین تک‌آهنگ از آلبوم دیسکاوری می‌باشد.

## موزیک ویدئو
موزیک ویدئوی این آهنگ توسط الکس هرون کارگردانی شده و توسط شرکت پارلوفون در یوتیوب قرار داده شده‌است. موزیک ویدئوی این آهنگ در شهر نیویورک ضبط شده‌است. تاینی تمپا در این ویدئو رپ خوانی می‌کند و اریک ترنر پیانو می‌زند در یک اتاق خالی. این ویدئو زندگی یک پسر جوان است که زندگیش با این واقعیت که مادرش به خاطر فشار مالی که دارند به خود فروشی رو انداخته و او از این وضعیت ناراحت است و مورد آزار همسن‌های خود قرار گرفته‌است. او یک دفتر خاطرات دارد که تمام خاطرات بد خود را می‌نویسد و همسن‌های خود آن دفتر را پاره می‌کنند.
این آهنگ در کمپانی WWE یعنی کشتی حرفه‌ای در WrestleMania XXVII به عنوان آهنگ پس زمینهٔ مسابقات انتخاب شد.